# Davis Cup 1929
In 1929 werd het toernooi om de Davis Cup  voor de 24e keer gehouden. De Davis Cup is het meest prestigieuze tennistoernooi voor landen dat sinds 1900 elk jaar wordt georganiseerd.
Frankrijk won voor de derde keer de Davis Cup (destijds nog de International Lawn Tennis Challenge genoemd) door in de finale de Verenigde Staten met 3-2 te verslaan.
De deelnemers strijden in twee verschillende regionale zones tegen elkaar. De twee zonewinnaars spelen in het interzonaal toernooi tegen elkaar. De winnaar daarvan speelt tegen de regerend kampioen om de Davis Cup.

## Finale
Frankrijk -  Verenigde Staten 3-2 (Parijs, Frankrijk, 26-28 juli)

## Interzonaal Toernooi
Weimarrepubliek -  Verenigde Staten 3-2 (Berlijn, Duitsland, 19-21 juli)

## België
België speelt in de Europese zone.
| datum      | tegenstander      | uitslag | locatie | groep   | ronde    | winst/verlies |
| ---------- | ----------------- | ------- | ------- | ------- | -------- | ------------- |
| 12-05-1929 | Tsjecho-Slowakije | 0-3     | uit     | EUR udt | 2e ronde | v             |
| 06-05-1929 | Roemenië          | 4-1     | thuis   | EUR udt | 1e ronde | w             |

België bereikte de tweede ronde van de Europese zone.

## Nederland
Nederland speelt in de Europese zone.
| datum      | tegenstander | uitslag | locatie | groep   | ronde       | winst/verlies |
| ---------- | ------------ | ------- | ------- | ------- | ----------- | ------------- |
| 09-06-1929 | Hongarije    | 2-3     | uit     | EUR udt | kwartfinale | v             |
| 19-05-1929 | Egypte       | 4-1     | thuis   | EUR udt | 2e ronde    | w             |
| 01-05-1929 | Portugal ^   |         |         | EUR udt | 1e ronde    |               |

^ = trok zich terug
Nederland bereikte de kwartfinale van de Europese zone.
| niveau 1 | niveau 2 | niveau 3 | niveau 4 | niveau 5 |

Algemeen · Opzet · Finales · Winnaars 
 België ·  Nederland ·  Aruba ·  Nederlandse Antillen 

1900 · 1901 · 1902 · 1903 · 1904 · 1905 · 1906 · 1907 · 1908 · 1909 · 1910 · 1911 · 1912 · 1913 · 1914 · 1915 · 1916 · 1917 · 1918 · 1919 · 1920 · 1921 · 1922 · 1923 · 1924 · 1925 · 1926 · 1927 · 1928 · 1929 · 1930 · 1931 · 1932 · 1933 · 1934 · 1935 · 1936 · 1937 · 1938 · 1939 · 1940 · 1941 · 1942 · 1943 · 1944 · 1945 · 1946 · 1947 · 1948 · 1949 · 1950 · 1951 · 1952 · 1953 · 1954 · 1955 · 1956 · 1957 · 1958 · 1959 · 1960 · 1961 · 1962 · 1963 · 1964 · 1965 · 1966 · 1967 · 1968 · 1969 · 1970 · 1971 · 1972 · 1973 · 1974 · 1975 · 1976 · 1977 · 1978 · 1979 · 1980 · 1981 · 1982 · 1983 · 1984 · 1985 · 1986 · 1987 · 1988 · 1989 · 1990 · 1991 · 1992 · 1993 · 1994 · 1995 · 1996 · 1997 · 1998 · 1999 · 2000 · 2001 · 2002 · 2003 · 2004 · 2005 · 2006 · 2007 · 2008 · 2009 · 2010 · 2011 · 2012 · 2013 · 2014 · 2015 · 2016 · 2017 · 2018 · 2019 · 2020-2021 · 2022 · 2023 · 2024 · 2025